# Rudolf Pscherer
Rudolf Pscherer (* 1949 in Kemnath) ist ein deutscher Kirchenmusiker und Komponist.

## Leben
In seiner Jugend war er von 1959 bis 1968 Mitglied der Regensburger Domspatzen und  Schüler am dortigen Gymnasium. Nach dem Abitur studierte er katholische Kirchenmusik, Musikpädagogik, Cembalo und Orgel. Von 1973 bis 1981 wirkte er als Kirchenmusiker an St. Stephan in Gräfelfing bei München. 1981 war er als Musikerzieher am Collegium Willibaldinum in Eichstätt tätig. Zwischen 1986 und 2015 war er als Musikpräfekt für die musikalische Ausbildung am Bischöflichen Seminar verantwortlich. Daneben war er von 1984 bis 2011 an der Katholischen Universität Eichstätt-Ingolstadt als Lehrbeauftragter tätig. Er unterrichtete an den Professuren für Musikwissenschaft, Musikpädagogik und Musikdidaktik die Grundlagenfächer Gehörbildung, Tonsatz, Formenlehre, Musikalische Analyse, Musikgeschichte und Orgel.
Er komponierte bzw. arrangierte Melodien zum Gesang Herr, wie du willst und zu Tauet, Himmel, den Gerechten. Auch für das Orgelbuch zum Gotteslob des Eigenteils der Diözese Eichstätt erstellte er Intonationen und Orgelsätze.